# Yzeron (Fluss)
Der Yzeron ist ein Fluss in Frankreich, der im Département Rhône in der Region Auvergne-Rhône-Alpes verläuft. Er entspringt an der Gemeindegrenze von Montromant und Yzeron, entwässert generell in östlicher Richtung durch ein dicht besiedeltes Gebiet und mündet nach rund 25 Kilometern im Großraum südlich von Lyon, an der Gemeindegrenze von Oullins und La Mulatière, als rechter Nebenfluss in die Rhône.

## Orte am Fluss
- Yzeron
- Brindas
- Craponne
- Francheville
- La Mulatière
- Oullins

## Geschichte
Bereits in der Antike wurde das Wasser des Yzeron zur Versorgung der Stadt Lyon herangezogen. So errichtete man im 1. Jahrhundert n. Chr. ein Aquädukt vom Ort Yzeron bis nach Lugdunum, wie Lyon damals bezeichnet wurde. Das Aquädukt verlief etwas weiter nördlich als der heutige Fluss und durchquerte die Orte Vaugneray und Craponne, wo heute noch Reste dieses Bauwerkes zu sehen sind. Sie wurden als Monument historique unter Schutz gestellt.
Auch der Aqueduc du Gier quert bei Beaunant von Südwesten kommend das Tal des Yzeron.